# 兵庫県立加古川北高等学校
兵庫県立加古川北高等学校（ひょうごけんりつかこがわきたこうとうがっこう）は、兵庫県加古川市に所在する公立の高等学校。略称は「カコキタ」「キタコウ」。

## 設置学科
- 単位制普通科

## 沿革
- 1978年4月1日 - 定員270名6学級で開校。初代校長に倉澤豊治。
- 2006年4月 - 普通科単位制に改編
- 2012年4月 - 三学期制に改編

## 教育方針
- 校訓は「克己自律」「質実剛健」「友愛協調」。

1. 豊かな感性と創造性に富んだ知識・能力・実力の向上をめざし、夢の実現に向けて挑戦する人間の育成
2. 心身共に健全な成長のもと、自立・自尊の精神を高揚し、真の共生を実現する人間の育成
3. 国際社会の変化を敏感に受けとめ、柔軟に対応できる、国際人の素養を持つ人間の育成

## 特色
- 文武両道の精神のもと勉強、部活動ともに力を入れている。
- 土曜日活用事業として同窓会、PTAの主催で実力養成講座、教養講座、衛星講座（有名予備校授業）を毎週実施（土曜セミナー）。
- 「県立高等学校教育改革第一次実施計画」により、2006年度から単位制高校に改編。
- 2006年春、「挑戦と創造」をスローガンに、「夢実現単位制」の学校をスタート。

## 校歌
- 校歌は初代校長 倉澤豊治の作詞作曲によるもの。
- 応援歌の作詞は榎本暁人、作曲は高橋郁。

## 部活動
- 2008年夏（第90回）に、加古川市内の高校として春夏を通じて初めて甲子園に出場した（2回戦敗退）。
- 2011年春（第83回）には加古川市内の高校として初めて春の甲子園に出場し2勝した（ベスト8）。

## 出身者
- 今井一宏（プロ囲碁棋士）
- 上野裕寿（プロ将棋棋士）
- 嶋田正吾（元サッカー選手）
- 藤井宏政（元プロ野球選手）
- 馬瀬みさき(作曲家)

## アクセス
- JR加古川線日岡駅下車、徒歩20分（1.4km）
- JR加古川駅より神姫バス水足バス停下車、バス11分、徒歩15分（1.1km）